# Порту-Алегри-ду-Токантинс

Порту-Алегри-ду-Токантинс на карте штата.

Порту-Алегри-ду-Токантинс (порт. Porto Alegre do Tocantins) — муниципалитет в Бразилии, входит в штат Токантинс. Составная часть мезорегиона Восточный Токантинс. Входит в экономико-статистический микрорегион Дианополис. Население составляет  2 796 человек на 2010 год. Занимает площадь 501,862 км². Плотность населения — 5,57 чел./км².

## Демография
Согласно сведениям, собранным в ходе переписи 2010 г. Национальным институтом географии и статистики (IBGE), население муниципалитета составляет:
| Полное население                               | Полное население                               | Полное население                               | Полное население                               | 2 796 |
| ---------------------------------------------- | ---------------------------------------------- | ---------------------------------------------- | ---------------------------------------------- | ----- |
| в том числе:                                   | Городское население                            | 1 919                                          | Процент городского населения, %                | 68,63 |
|                                                | Сельское население                             | 877                                            | Процент сельского населения, %                 | 31,37 |
|                                                | Мужское население                              | 1 431                                          | Процент мужского населения, %                  | 51,18 |
|                                                | Женское население                              | 1 365                                          | Процент женского населения, %                  | 48,82 |
| Плотность населения, чел/км²                   | Плотность населения, чел/км²                   | Плотность населения, чел/км²                   | Плотность населения, чел/км²                   | 5,57  |
| Население муниципалитета в % к населению штата | Население муниципалитета в % к населению штата | Население муниципалитета в % к населению штата | Население муниципалитета в % к населению штата | 0,20  |

По данным оценки 2016 года население муниципалитета составляет 3 039 жителей.

## Статистика
- Валовой внутренний продукт на 2003 составляет 4.903.694,00 реалов (данные: Бразильский институт географии и статистики).
- Валовой внутренний продукт на душу населения на 2003 составляет 1.954,44 реалов (данные: Бразильский институт географии и статистики).
- Индекс развития человеческого потенциала на 2000 составляет 0,654 (данные: Программа развития ООН).

## Важнейшие населенные пункты
| № | Населённый пункт          | Населённый пункт (порт.)  | Категория | Население чел. (2010) | На карте                        |
| - | ------------------------- | ------------------------- | --------- | --------------------- | ------------------------------- |
| 1 | Порту-Алегри-ду-Токантинс | Porto Alegre do Tocantins | город     | 1 919                 | 11°36′25″ ю. ш. 47°03′02″ з. д. |